# تاج محمد
تاج محمد (مواليد 5 مارس 1965) لاعب كريكت باكستاني الجنسية بحريني المولد. لعب مباراتين في الدرجة الأولى لحيدر أباد خلال موسم 1984-1985.

## روابط خارجية
- تاج محمد على موقع إي آس بي آن كريك إنفو (الإنجليزية)